# Selektron
Selektron (ozanaka {\displaystyle {\tilde {e}}\,}) je superpartner elektrona. Spada med sleptone. 